# Zeria schlechteri
Espèce
Synonymes
- Solpuga schlechteri Purcell, 1899

Zeria schlechteri est une espèce de solifuges de la famille des Solpugidae.

## Distribution
Cette espèce se rencontre en Afrique du Sud et en Namibie.

## Description
Le mâle holotype mesure 53 mm.

## Étymologie
Cette espèce est nommée en l'honneur de Max Schlechter.

## Publication originale
- Purcell, 1899 : New and little known South African Solifugae in the collection of the South African Museum. Annals of the South African Museum, vol. 1, p. 381-432 (texte intégral).